# 7 vs. Wild
7 vs. Wild (engl. Abkürzung für Seven versus Wild, übersetzt in etwa „Sieben gegen die Wildnis“) ist eine deutsche Survival-Reality-Show, von der seit 2021 vier Staffeln produziert wurden.

## Konzept
In dieser Survival-Serie dokumentieren sich sieben Teilnehmer oder sieben Teams dabei, wie sie alleine in der Wildnis zu überleben versuchen. Als Hilfsmittel stehen ihnen dafür nur ihre Kleidung sowie eine begrenzte Anzahl von im Vorfeld selbst ausgewählten (Staffeln 1–3) bzw. zur Verfügung gestellten Ausrüstungsgegenständen (Staffel 4) zur Verfügung. Bei den Teilnehmern handelt es sich vor allem um Influencer aus den sozialen Medien mit unterschiedlich großer Erfahrung in den Bereichen Camping, Bushcrafting und Outdoor. Sie werden nicht durch ein Kamerateam oder andere Helfer begleitet, sondern filmen sich größtenteils selbst, u. a. mit Action-Cams. Ziel ist es, sich nach der Aussetzung in völliger Isolation in der Wildnis zurechtzufinden und dort sieben Tage (Staffeln 1–2) bzw. vierzehn Tage (Staffeln 3–4) zu überleben. Für die Teilnehmer besteht jedoch die Möglichkeit, jederzeit selbst aufzugeben oder aus medizinischen Gründen abgeholt zu werden. Alle anderen Teilnehmer werden am Ende vom Produktionsteam abgeholt. Eine vorzeitige Abholung führt in jedem Fall zum Ausscheiden aus der Show.
Neben den Ausrüstungsgegenständen erhalten die Teilnehmer zudem verplombte Notfallausrüstung (Erste-Hilfe-Set, Mobiltelefon) sowie einen GPS-Tracker und technisches Equipment zur filmischen Dokumentation bereitgestellt. Während der Teilnahme müssen die Kandidaten täglich über einen GPS-Tracker ihr Wohlbefinden bestätigen oder alternativ dazu eine Abholung beauftragen. Weitere Regeln variieren von Staffel zu Staffel, etwa was die Siegbedingungen und die genaue Auswahl der Ausrüstungsgegenstände betrifft.
Daniel Schurter vom Nachrichtenportal Watson sieht 7 vs. Wild als stark durch die seit 2015 produzierte, sehr erfolgreiche Survivalserie Alone inspiriert. Dort sind es zehn Teilnehmer, die mit jeweils zehn Ausrüstungsgegenständen auf unbestimmte Zeit alleine in der Wildnis überleben müssen und sich dabei selbst filmen.
Die Kandidaten von 7 vs. Wild geben an, für ihre Teilnahme keine Gage zu erhalten.

## Geschichte
Die Serie wurde von Fritz Meinecke erfunden und während der ersten beiden Staffeln auf seinem YouTube-Kanal veröffentlicht, wo sie mit durchschnittlich mehr als 5 Millionen Aufrufen pro Folge hohe Zugriffszahlen erzielte. Die dritte und vierte Staffel wurde bei Amazon Prime bzw. Freevee sowie auf einem gesonderten YouTube-Kanal veröffentlicht.
Die erste Staffel der Serie wurde 2021 am See Naren in Schweden gedreht, die zweite 2022 auf der zu Panama gehörenden Insel Isla de San José. Die Teilnehmer mussten versuchen, sieben Tage zu überstehen und dabei tägliche Aufgaben („Challenges“) zu erfüllen. Die Gewinner konnten bestimmen, welche gemeinnützige Organisation das Preisgeld erhielt. In Kooperation mit Amazon Prime wurde 2023 eine dritte Staffel auf zwei Pazifikinseln von British Columbia veranstaltet. Die Serie wurde nun zuerst auf Amazon Freevee ausgestrahlt und erst mit einem Monat Verzögerung auch auf YouTube zweitveröffentlicht. Mit der dritten Staffel entfielen sowohl die Tagesaufgaben als auch das Preisgeld. Die vierte Staffel wurde erneut in Kooperation mit Amazon in einem Tal in der Nähe des Lake Hāwea auf der Südinsel Neuseelands produziert. Die Ausstrahlung erfolgte ebenfalls zuerst bei Amazon Freevee, jedoch bereits 14 Tage danach bei YouTube.
Inhaber der Wortmarke 7 vs. Wild ist seit 2023 die Calivision Network GmbH aus Hamburg, die auch seit der dritten Staffel die Produktion der Serie  übernimmt.
Der Erfolg von 7 vs. Wild regte auf YouTube die Entstehung weiterer aufwendig produzierter Formate aus dem Survival-, Outdoor- und Abenteuerbereich an. Der Journalist Matthias Schwarzer beobachtet sowohl bei den fortschreitenden Staffeln von 7 vs. Wild, als auch bei diesem Genre auf YouTube insgesamt den Trend, sich gegenseitig immer weiter überbieten zu wollen. Die Serien werden seiner Ansicht nach „härter, gefährlicher und immer aufwendiger inszeniert“. Seiner Einschätzung nach erleben die YouTube-Formate hier die gleiche Entwicklung, wie sie zuvor die Realityshows im Privatfernsehen nahmen.
Im Frühjahr 2025 wurde 7 vs. Wild mit dem goldenen Bravo Otto in der Kategorie „Filme & Serien weltweit“ ausgezeichnet.
Fritz Meinecke und die beiden Mitgründer Johannes Hovekamp und Maximilian Kovacs sind zum Sommer 2025 aus dem Format ausgeschieden und werden an der 5. Staffel nicht mitwirken.

## Staffel 1
Die erste Staffel fand Ende August 2021 statt. Die 16 Episoden wurden von Anfang November bis Ende Dezember 2021 auf dem YouTube-Kanal Meineckes veröffentlicht. Die Produktionskosten von etwa 100.000 Euro wurden durch Werbesponsoren gestellt.
Die sieben Teilnehmer wurden am See Naren in Schweden ausgesetzt. Sie durften sich von ihrem Absetzpunkt jeweils 500 Meter entlang des Ufers bewegen und beliebig tief ins Landesinnere vordringen. Zusätzlich zu ihrer Kleidung konnten die Teilnehmer bis zu sieben Ausrüstungsgegenstände mitnehmen. Ein Regelwerk gab vor, welche Kleidungsstücke und Gegenstände erlaubt waren. Zur Selbstversorgung vor Ort das Erste-Hilfe-Set zu benutzen wurde mit Punktabzug sanktioniert. Ziel war es, bis zum Ende durchzuhalten und dabei die meisten Punkte zu gewinnen. Der Sieger erhielt ein Preisgeld von 10.000 Euro für eine wohltätige Organisation seiner Wahl.

### Teilnehmer
| Teilnehmer                       | Gegenstände  | Gegenstände    | Gegenstände                            | Gegenstände              | Gegenstände           | Gegenstände |
| Teilnehmer                       | Werkzeuge    | Feuererzeugung | Lagerstatt und Zubehör                 | Outdoor-Küche            | Sonstiges             | Anzahl      |
| -------------------------------- | ------------ | -------------- | -------------------------------------- | ------------------------ | --------------------- | ----------- |
| Fritz Meinecke                   | Khukuri      | Feuerstahl     | Schlafsack, Tarp, Paracord             | Topf                     | Angelset              | 7           |
| Martin „Survival Mattin“ Rudloff | Messer       | Gasfeuerzeug   | Schlafsack, Hängematte, Plane          | Wasserfilter mit Flasche | Angelset              | 7           |
| David „Dave“ Henrichs            | Messer, Säge | Gasfeuerzeug   | Schlafsack, Tarp                       | Topf                     | Hygiene-Kit           | 7           |
| Niklas „Niklas on fire“ Röder    | Messer, Säge | Feuerstahl     | Schlafsack, Tarp, Paracord             | Topf                     | –                     | 7           |
| Pascal „Bommel“ Bommert          | Beil         | Feuerstahl     | Schlafsack, Hängematte, Tarp, Paracord | Topf                     | –                     | 7           |
| Fabio Schäfer                    | Messer       | Feuerstahl     | –                                      | –                        | –                     | 2           |
| Christian „RELOADIAK“ Nosty      | Messer, Säge | Feuerstahl     | Schlafsack                             | Topf                     | Angelset, Hygiene-Kit | 7           |

### Folgen
| Tag            | Folge | Titel                     | Veröffentlichung  | Challenge                                          | Punkte  | Punkte | Punkte | Punkte        | Punkte        | Punkte        | Punkte        |
| Tag            | Folge | Titel                     | Veröffentlichung  | Challenge                                          | Fritz   | Mattin | Chris  | Fabio         | Bommel        | Dave          | Niklas        |
| -------------- | ----- | ------------------------- | ----------------- | -------------------------------------------------- | ------- | ------ | ------ | ------------- | ------------- | ------------- | ------------- |
|                | 01    | Der Beginn                | 06. November 2021 | –                                                  | –       | –      | –      | –             | –             | –             | –             |
| 01             | 02    | Die Aussetzung            | 10. November 2021 | Ans Ufer schwimmen geringste Zeit [min]            | 3 5:01  | 4 4:55 | 2 5:03 | 6 3:57        | 5 4:17        | 7 3:07        | 1 5:24        |
| 01             | 03    | Die Entscheidungen        | 13. November 2021 | Ans Ufer schwimmen geringste Zeit [min]            | 3 5:01  | 4 4:55 | 2 5:03 | 6 3:57        | 5 4:17        | ausgeschieden | ausgeschieden |
| 02             | 04    | Bärengebiet               | 17. November 2021 | Fackel bauen längste Brenndauer [min]              | 7 59:48 | 3 1:42 | 5 2:45 | 6 7:18        | 4 2:22        | ausgeschieden | ausgeschieden |
| 02             | 05    | Fatale Fackel-Fehler      | 20. November 2021 | Fackel bauen längste Brenndauer [min]              | 7 59:48 | 3 1:42 | 5 2:45 | 6 7:18        | 4 2:22        | ausgeschieden | ausgeschieden |
| 03             | 06    | Gegenstände abgeben       | 24. November 2021 | Auf Gegenstände bis Spielende verzichten           | 13      | 0      | 0      | 13            | 2             | ausgeschieden | ausgeschieden |
| 03             | 07    | Folgenschwere Abgabe      | 27. November 2021 | Auf Gegenstände bis Spielende verzichten           | 13      | 0      | 0      | 13            | 2             | ausgeschieden | ausgeschieden |
| 04             | 08    | Rettung in der Nacht      | 01. Dezember 2021 | Feuerbohren                                        | 0       | 0      | 0      | 0             | ausgeschieden | ausgeschieden | ausgeschieden |
| 04             | 09    | Psychischer Verfall       | 04. Dezember 2021 | Feuerbohren                                        | 0       | 0      | 0      | 0             | ausgeschieden | ausgeschieden | ausgeschieden |
| 05             | 10    | Floß bauen                | 08. Dezember 2021 | Floß bauen                                         | 7       | 0      | 0      | 0             | ausgeschieden | ausgeschieden | ausgeschieden |
| 05             | 11    | Gebrochenes Siegel        | 11. Dezember 2021 | Floß bauen                                         | 7       | 0      | 0      | 0             | ausgeschieden | ausgeschieden | ausgeschieden |
| 06             | 12    | Mindset gegen Naturgewalt | 15. Dezember 2021 | Alternative Nahrungsquellen (Insekten oder Würmer) | 7       | 1      | 0      | ausgeschieden | ausgeschieden | ausgeschieden | ausgeschieden |
| 06             | 13    | Neue Projekte             | 18. Dezember 2021 | Alternative Nahrungsquellen (Insekten oder Würmer) | 7       | 1      | 0      | ausgeschieden | ausgeschieden | ausgeschieden | ausgeschieden |
| 07             | 14    | Die letzte Challenge      | 22. Dezember 2021 | Steine stapeln höchster Stapel [cm]                | 5 154   | 6 155  | 7 190  | ausgeschieden | ausgeschieden | ausgeschieden | ausgeschieden |
| 2−7            | 15    | Niklas’ 7 Tage            | 25. Dezember 2021 | –                                                  | –       | –      | –      | ausgeschieden | ausgeschieden | ausgeschieden | ausgeschieden |
| 08             | 16    | Das Finale                | 29. Dezember 2021 | –                                                  | –       | –      | –      | ausgeschieden | ausgeschieden | ausgeschieden | ausgeschieden |
|                |       |                           |                   | Endstand [Punkte]                                  | 42      | 14     | 14     | (25)          | (11)          | (7)           | (1)           |
| Endplatzierung | 1.    | 2.                        | 2.                | 4.                                                 | 5.      | 6.     | 7.     |               |               |               |               |

### Gewinner
Fritz Meinecke gewann mit 42 Punkten. Sein Preisgeld von 10.000 Euro wurde an das Projekt Mission Erde von Robert Marc Lehmann gespendet. Chris und Mattin teilten sich aufgrund der gleichen Punktzahl den zweiten Platz. Die folgenden Plätze wurden nach dem Zeitpunkt des Ausscheidens bestimmt.

### Rezeption
Die Serie erreichte während ihrer Ausstrahlung etwa drei bis fünf Millionen Aufrufe pro Folge. Sarah Adam von chip.de rechnete 7 vs. Wild damit „zu den erfolgreichsten YouTube-Formaten im deutschsprachigen Raum“. Tim Hofmann von der Freien Presse bescheinigte ihr auch Bedeutung über YouTube hinaus. Sie sei „die aktuell erfolgreichste Dokuserie, die es im deutschen Sprachraum zu sehen gibt“. Yannik Schüller vom Stern resümierte ein Jahr nach Veröffentlichung der ersten Staffel, dass diese mit mittlerweile etwa 5,5 Millionen Aufrufen pro Folge „völlig durch die Decke“ gegangen sei. Meinecke zufolge sei die Serie vor allem von jungen Männern angesehen worden: „Die meisten Zuschauer sind zwischen 20 und 30 Jahre alt. 85 Prozent sind männlich. Trotzdem merke ich, dass die Serie auch bei ganz Jungen und bei ganz Alten gut ankommt“.
Zusätzlich zur eigentlichen Ausstrahlung erhielt die Serie Aufmerksamkeit durch Reaktionsvideos. Das bedeutet, dass Streamer sich die Folgen ansehen und für ihr Publikum kommentieren. Die Serie wurde so auch von populären Streamern wie Simon Unge, Jens Knossalla und Rezo rezipiert. MontanaBlack nannte 7 vs. Wild „eines der gehyptesten Formate aller Zeiten auf YouTube“.
In einem Interview für den Kölner Stadt-Anzeiger macht der Schulpsychologe Stefan Drewes zwei Gründe für den Erfolg der Serie aus. Erstens habe 7 vs. Wild ein nach den Einschränkungen der COVID-19-Pandemie gewachsenes Bedürfnis nach außergewöhnlichen Erlebnissen angesprochen. Zweitens rege die Serie ihre Zuschauer zur Selbstüberprüfung an: „Wieviel Tage würde ich schaffen? Welche Werkzeuge hätte ich mitgenommen? Will ich überhaupt in eine solche Extremsituation? Das macht den Reiz aus“.

## Staffel 2
Die am 13. Juni 2022 angekündigte zweite Staffel wurde Anfang September auf der tropischen Insel Isla de San José im Süden Panamas veranstaltet und im November und Dezember ausgestrahlt. Zusätzlich wurde von David „Dave“ Henrichs eine 12-teilige Serie „Behind the Scenes“ produziert und von Ende Oktober bis Ende Dezember veröffentlicht. Die erste Folge der Hauptserie erschien am Samstag, dem 5. November 2022, um 18 Uhr auf dem YouTube-Kanal von Meinecke. Die Serie erreichte hohe Aufrufzahlen. Die zweite Episode errang mit mehr als elf Millionen Aufrufen den ersten Platz unter den meistaufgerufenen deutschen YouTube-Videos des Jahres 2022.

### Konzept
Für die zweite Staffel wurden die Regeln geändert: es waren weniger Kombinationen von Gegenständen erlaubt, und abhängig von ihrer Selbsteinschätzung mussten die meisten Teilnehmer mit weniger als sieben Ausrüstungsgegenständen zurechtkommen. Zudem gab es Änderungen bezüglich der Verwendung der Erste-Hilfe-Ausrüstung: Im Gegensatz zur ersten Staffel gab es nun zwei Medikits, wobei das Öffnen des ersten Kits („2 min Kit“) zu Punktabzug und das Öffnen des zweiten Medikits („60 sek Kit“) zum direkten Ausscheiden führen sollte.

### Teilnehmer
| Teilnehmer                        | Gegenstände  | Gegenstände    | Gegenstände                       | Gegenstände              | Gegenstände | Gegenstände | Gegenstände |
| Teilnehmer                        | Werkzeuge    | Feuererzeugung | Lagerstatt und Zubehör            | Outdoor-Küche            | Sonstiges   | Anzahl      |             |
| --------------------------------- | ------------ | -------------- | --------------------------------- | ------------------------ | ----------- | ----------- | ----------- |
| Fritz Meinecke                    | Machete      | –              | –                                 | –                        | –           | 1           |             |
| Ottogerd „Bulletproof“ Karasch    | Machete      | –              | –                                 | –                        | –           | 1           |             |
| Joris Rudy                        | Machete      | Feuerstahl     | –                                 | Gefäß inkl. Deckel       | –           | 3           |             |
| Antonia „starletnova“             | Beil         | Feuerstahl     | Biwaksack                         | Wasserfilter inkl. Gefäß | –           | 4           |             |
| Sabrina „Sabrina Outdoor“ Camlott | Messer, Säge | Feuerstahl     | –                                 | Gefäß inkl. Deckel       | –           | 4           |             |
| Sascha Huber                      | Machete      | Feuerstahl     | Hängematte, Paracord              | Wasserfilter inkl. Gefäß | –           | 5           |             |
| Jens „Knossi“ Knossalla           | Messer       | Feuerstahl     | Hängematte, Paracord, Moskitonetz | Wasserfilter inkl. Gefäß | Zigaretten  | 7           |             |

### Folgen
| Tag            | Folge | Titel                     | Veröffentlichung  | Challenge                               | Punkte | Punkte | Punkte  | Punkte  | Punkte | Punkte        | Punkte        |
| Tag            | Folge | Titel                     | Veröffentlichung  | Challenge                               | Otto   | Joris  | Fritz   | Knossi  | Sascha | Sabrina       | Nova          |
| -------------- | ----- | ------------------------- | ----------------- | --------------------------------------- | ------ | ------ | ------- | ------- | ------ | ------------- | ------------- |
| 1              | 01    | Die Aussetzung            | 05. November 2022 | Mitbringsel suchen (keine Wertung)      | –      | –      | –       | –       | –      | –             | –             |
| 1              | 02    | Tödliches Paradies        | 09. November 2022 | Mitbringsel suchen (keine Wertung)      | –      | –      | –       | –       | –      | –             | –             |
| 1              | 03    | Nackt durch den Dschungel | 12. November 2022 | Mitbringsel suchen (keine Wertung)      | –      | –      | –       | –       | –      | –             | –             |
| 1              | 04    | Die erste Nacht           | 16. November 2022 | Mitbringsel suchen (keine Wertung)      | –      | –      | –       | –       | –      | –             | –             |
| 2              | 04    | Die erste Nacht           | 16. November 2022 | Pfeil & Bogen weiteste Entfernung [m]   | 7 6,40 | 6 5,00 | 6 5,00  | 4 0,20  | 5 2,50 | 0 –           | 0 –           |
| 2              | 05    | Fritz am Ende             | 19. November 2022 | Pfeil & Bogen weiteste Entfernung [m]   | 7 6,40 | 6 5,00 | 6 5,00  | 4 0,20  | 5 2,50 | 0 –           | 0 –           |
| 2              | 06    | Krokodil am Lager         | 23. November 2022 | Pfeil & Bogen weiteste Entfernung [m]   | 7 6,40 | 6 5,00 | 6 5,00  | 4 0,20  | 5 2,50 | 0 –           | 0 –           |
| 3              | 06    | Krokodil am Lager         | 23. November 2022 | Naturfotograf                           | 7      | 7      | 5       | 6       | 5      | 2             | 3             |
| 3              | 07    | Der Dschungel weint       | 26. November 2022 | Naturfotograf                           | 7      | 7      | 5       | 6       | 5      | 2             | 3             |
| 3              | 08    | Überflutete Shelter       | 30. November 2022 | Naturfotograf                           | 7      | 7      | 5       | 6       | 5      | 2             | 3             |
| 4              | 09    | Code Yellow               | 03. Dezember 2022 | Mobiles Gefäß Volumen [l]               | 7 8,35 | 6 7,65 | 5 6,00  | 3 2,17  | 4 2,50 | 2 0,13        | ausgeschieden |
| 4              | 10    | Neustart                  | 07. Dezember 2022 | Mobiles Gefäß Volumen [l]               | 7 8,35 | 6 7,65 | 5 6,00  | 3 2,17  | 4 2,50 | 2 0,13        | ausgeschieden |
| 5              | 10    | Neustart                  | 07. Dezember 2022 | Präzise Gewalt geringste Abweichung [%] | 5 95:5 | 6 93:7 | 7 80:20 | 0 –     | 0 –    | 0 –           | ausgeschieden |
| 5              | 11    | Gebrochen                 | 10. Dezember 2022 | Präzise Gewalt geringste Abweichung [%] | 5 95:5 | 6 93:7 | 7 80:20 | 0 –     | 0 –    | 0 –           | ausgeschieden |
| 5              | 12    | Krokodilgebiet            | 14. Dezember 2022 | Präzise Gewalt geringste Abweichung [%] | 5 95:5 | 6 93:7 | 7 80:20 | 0 –     | 0 –    | 0 –           | ausgeschieden |
| 6              | 13    | Rettung an Tag 6          | 17. Dezember 2022 | Temperatur Differenz [°C]               | 6 68,5 | 5 38,0 | 4 8,8   | 7 256,3 | 0 –    | ausgeschieden | ausgeschieden |
| 6              | 14    | Ich komme heim!           | 21. Dezember 2022 | Temperatur Differenz [°C]               | 6 68,5 | 5 38,0 | 4 8,8   | 7 256,3 | 0 –    | ausgeschieden | ausgeschieden |
| 7              | 14    | Ich komme heim!           | 21. Dezember 2022 | Outfit des Tages                        | 8      | 8      | 6       | 7       | 5      | ausgeschieden | ausgeschieden |
| 7              | 15    | Piraten!                  | 24. Dezember 2022 | Outfit des Tages                        | 8      | 8      | 6       | 7       | 5      | ausgeschieden | ausgeschieden |
| 8              | 16    | King of the Jungle        | 28. Dezember 2022 | –                                       | –      | –      | –       | –       | –      | ausgeschieden | ausgeschieden |
|                |       |                           |                   | Endstand [Punkte]                       | 40     | 38     | 33      | 27      | 19     | (4)           | (3)           |
| Endplatzierung | 1     | 2                         | 3                 | 4                                       | 5      | 6      | 7       |         |        |               |               |

### Gewinner
Mit 40 Punkten gewann Otto Karasch den ersten Platz; die folgenden Plätze verteilen sich entsprechend der erreichten Punktzahl. Nova und Sabrina waren vorzeitig ausgeschieden. Anders als in der ersten Staffel erhielten alle Kandidaten, die die vollen sieben Tage durchhalten konnten, jeweils 7000 Euro für ein Spendenprojekt ihrer Wahl.

### Rezeption
In der Zeit befand Till Wilhelm: „Für einen schönen, altmodischen Kampf von Mensch gegen Natur sind offenbar noch immer sehr viele Zuschauer zu haben.“ Er sah Parallelen von 7 vs. Wild mit populären Mediengenres wie Survival-Spielen und VideoBlogs. Kritisch fand er, dass die Serie die Bedeutung des eigenen Mindsets überbetone, zu übermäßiger Selbstkontrolle animiere und klassische Werte von Männlichkeit zelebriere: „Mit ostentativer Männlichkeit und kriegerischem Gebaren reihen sich Karasch und Meinecke ein in die Riege der Start-up-Gründer und Alphamotivationscoaches, die meinen, jede Herausforderung ließe sich allein mit Willenskraft überwinden.“
Natascha Ickert vom Standard bescheinigte der Serie „Suchtpotenzial“, sie sei ein „herrliches Programm für alle, die ihr Hirn ausschalten und sich amüsieren wollen“.
Tobias Stosiek von BR24 Kultur bewertete 7 vs. Wild als „das Medienereignis dieses Winters“, noch vor der zeitgleich stattfindenden Fußball-Weltmeisterschaft 2022. Der von ihm interviewte Medienpsychologe Frank Schwab vermutet, dass die Serie vor allem bei jungen Männern beliebt sei, da es hier um männlich konnotierte Werte wie Überlebenskampf, einzelkämpferisches Mindset und technische Ausrüstung gehe. Der Kulturwissenschaftler Daniel Hornuff verweist zudem auf die popkulturell vielfach anschlussfähige Ästhetik der Serie: Die in Spielfilmlänge gehaltenen Folgen kombinierten die Egoperspektive aus Videospielen mit dem Found-Footage-Format und einem trailerhaften Vorspann.
Yannik Schüller vom Stern meint, die zweite Staffel der Serie sei die Fortsetzung „eines der, wenn nicht des erfolgreichsten deutschen YouTube-Formats aller Zeiten“ und sei weit über YouTube hinaus von Bedeutung: „Das Kreativste, was das deutsche Fernsehen derzeit zu bieten hat, läuft nicht im Fernsehen.“ Eine Besonderheit im Vergleich zu klassischen Survial-Serien sieht er darin, dass 7 vs. Wild sich nicht scheue, auch den wenig aufregenden Alltag der Teilnehmer zu zeigen. Die Serie habe so „dem Reality-TV die Reality zurück“ gegeben. Als unpassend empfand er die musikalische Untermalung, mit der „fast schon klischeehaft die allerkleinsten Wendungen“ unterlegt würden.
In der medialen Rezeption wurde mehrfach auf die menschliche Beeinträchtigung der Insel San José verwiesen. Thematisiert wurden insbesondere die Hinterlassenschaften US-amerikanischer Chemiewaffentests sowie die großen Mengen von angespültem Müll. Es wurde die Hoffnung geäußert, die Serie könne bei den Zuschauern das Bewusstsein für Umweltverschmutzung schärfen.
Nachdem in der Serie die angespülten Reste von durch Fischerei getöteten Haien zu sehen waren, spendeten Zuschauer in kurzer Zeit etwa 100.000 Euro an die Meeresschutzaktionen des Umweltaktivisten Robert Marc Lehmann.
Den Veranstaltern zufolge hätten sie erst kurz vor Drehbeginn von den Chemiewaffentests erfahren. Diese Darstellung ist teilweise als Ausschmückung kritisiert worden, die Waffentests hätten von vornherein bekannt gewesen sein müssen.

## Staffel 3

### Konzept
Am 16. April 2023 kündigte Meinecke eine dritte Staffel von 7 vs. Wild an, die als Teamedition mit sieben Teams aus je zwei Personen über 14 Tage in British Columbia, Kanada stattfinden werde. Eines der Teams bestand aus zwei Wildcard-Gewinnern, die sich unabhängig voneinander bewerben mussten; die übrigen sechs Teams wurden durch die Organisatoren nominiert. Das Ausscheiden eines Mitgliedes führte zum Ausscheiden des kompletten Teams. In der dritten Staffel gab es keine Tagesaufgaben mehr. Als Gewinner galten alle Teams, die 14 Tage durchhalten konnten. Die Teilnehmer erhielten jeweils einen Schlafsack, ein Tierabwehrspray und ein Verbandset. Darüber hinaus durften sie sich neben ihrer Kleidung auch eine Sammlung von Ausrüstungsgegenständen zusammenstellen, solange diese Gegenstände alle zusammen in eine vorgegebene 1-Liter-Trinkflasche passten. Ausgeschlossen waren Multi-Media-Geräte oder illegale Gegenstände. Das Verwenden des Verbandssets führte zu einem sofortigen Ausscheiden.
Austragungsort waren Hope Island und Nigei Island, zwei Vancouver Island vorgelagerte Inseln. Das Land gehört teilweise der Tlatlasikwala Nation.

### Teilnehmer
| Team                                                                        | Erreichter Tag          |
| --------------------------------------------------------------------------- | ----------------------- |
| Fritz Meinecke und Martin „Survival Mattin“ Rudloff                         | Ausgeschieden an Tag 3  |
| Die „Naturensöhne“: Gerrit Rösel und Andreas „Andy“ Schulze                 | Ausgeschieden an Tag 5  |
| Joey Kelly und Jan „Jan Schlappen“ Lange                                    | Ausgeschieden an Tag 7  |
| Maximilian „Trymacs“ Stemmler und Wieland Emilian „Rumathra“ Welte          | Ausgeschieden an Tag 10 |
| Sascha Huber und Jens „Knossi“ Knossalla                                    | Gewonnen                |
| Kevin „Papaplatte“ Teller und Dominik „Reeze“ Reezmann                      | Gewonnen                |
| Ann-Kathrin „Affe auf Bike“ Bendixen und Hannah Assil (Wildcard-Teilnehmer) | Gewonnen                |

Nach Ende der Dreharbeiten wurde bekanntgegeben, dass Joey Kelly nicht wie geplant zusammen mit Andreas Kieling ein Team gebildet hatte. Kieling war noch vor der Aussetzung von der Teilnahme ausgeschlossen worden. Als Begründung wurde eine Grenzüberschreitung von Kieling gegenüber Ann-Kathrin Bendixen genannt. Kielings Anwalt widersprach dem Vorwurf öffentlich. Als Backup-Teilnehmer sprang der Parkourläufer Jan Lange ein.
Am 22. Dezember 2023 (Amazon Freevee) bzw. am 20. Januar 2024 (YouTube) erschien die letzte reguläre Folge der dritten Staffel. Drei Teams hatten bis zum fünfzehnten Tag durchgehalten, somit die vollen 14 mal 24 Stunden überstanden und die Staffel damit gewonnen. Mit der Aufgabe von Jan Lange an Tag 7 war sein Teampartner Joey Kelly ebenfalls disqualifiziert worden, entschied sich allerdings dafür, außerhalb der Wertung alleine bis zum fünfzehnten Tag weiterzumachen, was in einer separaten Bonusfolge gezeigt wurde.

### Folgen
| Tag  | Folge                    | Titel                            | Veröffentlichung  | Veröffentlichung  |
| Tag  | Folge                    | Titel                            | Freevee           | YouTube           |
| ---- | ------------------------ | -------------------------------- | ----------------- | ----------------- |
| 01   | 01                       | Die Aussetzung                   | 31. Oktober 2023  | 29. November 2023 |
| 01   | 02                       | Wolfsgebiet                      | 03. November 2023 | 02. Dezember 2023 |
| 01   | 03                       | Die erste Nacht                  | 07. November 2023 | 06. Dezember 2023 |
| 02   | 03                       | Die erste Nacht                  | 07. November 2023 | 06. Dezember 2023 |
| 04   | Die Bauarbeiten beginnen | 10. November 2023                | 09. Dezember 2023 |                   |
| 05   | Sturmflut                | 14. November 2023                | 13. Dezember 2023 |                   |
| 05   | Sturmflut                | 14. November 2023                | 13. Dezember 2023 | 03                |
| 06   | Der 1. Abbruch           | 17. November 2023                | 16. Dezember 2023 |                   |
| 07   | Mentaler Tiefpunkt       | 21. November 2023                | 20. Dezember 2023 |                   |
| 08   | Mission: Nahrung         | 24. November 2023                | 23. Dezember 2023 |                   |
| 08   | Mission: Nahrung         | 24. November 2023                | 23. Dezember 2023 | 04                |
| 09   | Maloche im Schacht       | 28. November 2023                | 27. Dezember 2023 |                   |
| 05   | 10                       | Festmahl                         | 01. Dezember 2023 | 30. Dezember 2023 |
| 05   | 11                       | Geheimwaffe                      | 05. Dezember 2023 | 03. Januar 2024   |
| 06   | 11                       | Geheimwaffe                      | 05. Dezember 2023 | 03. Januar 2024   |
| 07   | 11                       | Geheimwaffe                      | 05. Dezember 2023 | 03. Januar 2024   |
| 12   | Krisengespräch           | 08. Dezember 2023                | 06. Januar 2024   |                   |
| 12   | Krisengespräch           | 08. Dezember 2023                | 06. Januar 2024   | 08                |
| 13   | Verlassene Siedlung      | 12. Dezember 2023                | 10. Januar 2024   |                   |
| 13   | Verlassene Siedlung      | 12. Dezember 2023                | 10. Januar 2024   | 09                |
| 10   | 14                       | Der Umzug                        | 15. Dezember 2023 | 13. Januar 2024   |
| 11   | 14                       | Der Umzug                        | 15. Dezember 2023 | 13. Januar 2024   |
| 15   | Die letzten Projekte     | 19. Dezember 2023                | 17. Januar 2024   |                   |
| 15   | Die letzten Projekte     | 19. Dezember 2023                | 17. Januar 2024   | 12                |
| 15   | Die letzten Projekte     | 19. Dezember 2023                | 17. Januar 2024   | 13                |
| 14   | 16                       | Die Abholung                     | 22. Dezember 2023 | 20. Januar 2024   |
| 15   | 16                       | Die Abholung                     | 22. Dezember 2023 | 20. Januar 2024   |
| 7−15 | 17                       | Joey allein im Wald (Bonusfolge) |                   | 24. Januar 2024   |

Zusätzlich zu den regulären Folgen wurde, wie in der zweiten Staffel, ein 12-teiliges Behind the Scenes auf YouTube veröffentlicht.

### Ausstrahlung und Rezeption
Im Vorfeld der dritten Staffel hatte es eine Reihe von Kontroversen gegeben, neben dem Fall um Kieling betraf dies vor allem die Kooperation mit Amazon und die Erstausstrahlung der Episoden auf Amazon Freevee. Von Fans wurde kritisiert, dass die Folgen erst mit einer Verspätung von einem Monat auf der gewohnten Plattform YouTube erschienen. Diese Verzögerung würde unter anderem den beliebten Reaktionsvideos schaden. Meinecke hielt dem entgegen, dass eine dritte Staffel nur durch die Unterstützung Amazons möglich gewesen sei.
Jesse Whittock vom US-amerikanischen Film- und Fernsehnachrichtenportal Deadline.com nannte 7 vs. Wild einen „unexpected digital hit“ im bisher durch das traditionelle Fernsehen dominierten Genre der adventure bzw. survival reality. Die Kooperation mit Amazon sah er als einen Beweis dafür, dass digitale und lineare Medien erfolgreich zusammenarbeiten können. Gerrit Kemming, der Geschäftsführer von Quintus Studios, das die Rechte an der internationalen Vermarktung von 7 vs. Wild besitzt, sei bereits in Gesprächen, um internationale Ableger des Formats zu entwickeln.
Die erste Folge wurde am 31. Oktober 2023 auf Amazon Freevee ausgestrahlt. Pro Woche erschienen jeweils zwei Folgen. Gleichzeitig ging die erste Folge des „Behind the Scenes“ bei YouTube online. Die Erstausstrahlung der regulären Folgen auf YouTube startete einen Monat später am 29. November 2023. Am gleichen Tag gab Amazon bekannt, dass die dritte Staffel vom 31. Oktober bis 28. November mit den bis dahin 9 ausgestrahlten Folgen insgesamt 27 Millionen Streams verzeichnet habe. Davon entfielen 2 Millionen auf die erste Folge in den ersten 48 Stunden nach ihrer Veröffentlichung. Im Vergleich dazu habe die erste Folge der zweiten Staffel auf YouTube innerhalb von 48 Stunden mehr als 4,5 Millionen Aufrufe erzielt.
Nach Svenja Kordmann von Meedia habe die erste Folge der dritten Staffel auf YouTube innerhalb der ersten 48 Stunden 1,469 Millionen Aufrufe erzielt. Wenn man die Views der Reaktions-Videos hinzuzähle, näherten sich die Aufrufzahlen auf YouTube auch denen von Freevee einen Monat zuvor an. Dazu kämen das „Behind the Scenes“-Format und wiederum dessen Reaktions-Videos. Sie sah das „Reichweitenduell“ zwischen beiden Plattformen daher noch nicht als entschieden an.
Santiago Campillo-Lundbeck von der Fachzeitschrift Horizont nannte die kombinierte, aber zeitlich versetzte Ausstrahlung auf Freevee und YouTube einen „Best Case für die Zukunft des nichtlinearen Unterhaltungsfernsehens“. Als ausschlaggebend für den Erfolg sah er die Demographie, die das Format anspricht: „Dass sich Freevee auf diese Zweitverwertung mit nur einem Monat Abstand eingelassen hat, erklärt sich mit der Attraktivität des Formats: Mit einer Kernzielgruppe bei den 18- bis 34-Jährigen und einem Männeranteil von 80 Prozent erreicht 7 vs. Wild ein Publikum, das im klassischen linearen Fernsehen Seltenheitswert hat.“
Am 20. Januar 2024 erschien die letzte reguläre Folge auf YouTube. Laut Branchenmagazin DWDL.de habe die Serie zu diesem Zeitpunkt insgesamt ca. 40 Millionen Aufrufe auf YouTube erzielt, bei Freevee etwa 50 Millionen. Damit gehöre 7 vs. Wild zu den weltweit erfolgreichsten Angeboten auf Freevee.
Die Wirtschaftswebseite Business Insider fand, dass der dritten Staffel trotz ihrer hohen Aufrufzahlen der frühere „Hype“ gefehlt habe. Business Insider machte fünf Kontroversen aus, welche die Stimmung um das Format negativ beeinflusst hätten: erstens die Erstausstrahlung über Amazon Freevee. Diese habe zu einer Spaltung der Fan-Gemeinschaft geführt und die beliebten Reaktionsvideos ausgebremst. Zweitens die Affäre um Andreas Kieling, die im Vorhinein für Schlagzeilen gesorgt hatte. Drittens die Einschränkungen beim Feuermachen: Aufgrund heftiger Waldbrände war es den Teilnehmern nur mit Einschränkungen erlaubt, Feuer zu machen. Ein interner Streit über das Vorgehen hätte fast zum Abbruch des Projektes geführt. Viertens das unerwartet frühe Ausscheiden von Publikumslieblingen wie Meinecke, Rudloff und den Naturensöhnen. Fünftens wurde die Organisation des Projektes wiederholt öffentlich kritisiert. So hatten sich etwa Teilnehmer darüber beschwert, nicht ausreichend über die Gefahren einer eventuellen Roten Tide aufgeklärt worden zu sein.

## Staffel 4

### Konzept
Am 31. Mai 2024 bestätigte Fritz Meinecke eine vierte Staffel. Diese wurde, wie die vorherige Staffel, zuerst auf Amazon Freevee sowie Prime Video und danach auf YouTube veröffentlicht.
Die sieben Teilnehmer wurden für 14 Tage in einem Tal in der Nähe des Lake Hāwea auf der Südinsel Neuseelands ausgesetzt. Das Szenario, welches in Staffel 4 zugrunde gelegt wurde, orientierte sich an einem Flugzeugabsturz. Der Unterschied zu den vorherigen Staffeln war, dass die Teilnehmer ab der Aussetzung als Gruppe starteten. Es oblag aber den Teilnehmern, ob sie sich von der Gruppe trennten oder bei dieser blieben. Im Unterschied zu den vorherigen Staffeln war die Ausrüstung in dieser Staffel durch die Produktion vorgegeben und durfte nicht durch die Teilnehmer gewählt werden. Die Wahl der Kleidung stand den Teilnehmern jedoch frei.

### Teilnehmer
| Teilnehmer                              | Erreichter Tag                                                     |
| --------------------------------------- | ------------------------------------------------------------------ |
| Stefan „SurvivalDeutschland“ Hinkelmann | Ausgeschieden an Tag 4 (Freiwillig verlassen, Code Yellow)         |
| Hugo „LetsHugo“ Goedert                 | Ausgeschieden an Tag 7 (Gesundheitsbedingt verlassen, Code Red)    |
| Sandra „selfiesandra“ Safiulov          | Ausgeschieden an Tag 8 (Gesundheitsbedingt verlassen, Code Yellow) |
| Joe Vogel                               | Gewonnen                                                           |
| Joey Kelly                              | Gewonnen                                                           |
| Julia „Julia Beautx“ Willecke           | Gewonnen                                                           |
| Uwe „Flying Uwe“ Schüder                | Gewonnen                                                           |

### Folgen
Die 16 Folgen der vierten Staffel wurden vom 1. Oktober bis 22. November 2024 jeweils dienstags und freitags auf Freevee sowie Prime Video und ab 14. Oktober 2024 jeweils montags und donnerstags auf YouTube veröffentlicht. Parallel dazu wurde ab 1. Oktober 2024 nahezu wöchentlich ein „Behind The Scenes“-Video auf YouTube veröffentlicht.
| Tag | Folge                | Titel                    | Veröffentlichung      | Veröffentlichung  |
| Tag | Folge                | Titel                    | Freevee & Prime Video | YouTube           |
| --- | -------------------- | ------------------------ | --------------------- | ----------------- |
| 01  | 01                   | Der Absturz              | 01. Oktober 2024      | 14. Oktober 2024  |
| 02  | 02                   | Minusgrade               | 04. Oktober 2024      | 17. Oktober 2024  |
| 02  | 03                   | Härter als gedacht       | 08. Oktober 2024      | 21. Oktober 2024  |
| 03  | 04                   | Gruppendynamik           | 11. Oktober 2024      | 24. Oktober 2024  |
| 04  | 05                   | Hitzige Gespräche        | 15. Oktober 2024      | 28. Oktober 2024  |
| 04  | 06                   | Die Entscheidung         | 18. Oktober 2024      | 31. Oktober 2024  |
| 05  | 07                   | Erste Nahrung            | 22. Oktober 2024      | 04. November 2024 |
| 06  | 08                   | Durchhalten              | 25. Oktober 2024      | 07. November 2024 |
| 07  | 09                   | CODE RED                 | 29. Oktober 2024      | 11. November 2024 |
| 08  | 10                   | Wetterumbruch            | 01. November 2024     | 14. November 2024 |
| 08  | 11                   | CODE YELLOW              | 05. November 2024     | 18. November 2024 |
| 09  | 12                   | Shelterbau abgeschlossen | 08. November 2024     | 21. November 2024 |
| 10  | 13                   | Schneegesellschaft       | 12. November 2024     | 25. November 2024 |
| 11  | 14                   | Noch 3 Tage              | 15. November 2024     | 29. November 2024 |
| 12  | 14                   | Noch 3 Tage              | 15. November 2024     | 29. November 2024 |
| 15  | Kampf mit dem Gipfel | 19. November 2024        | 2. Dezember 2024      |                   |
| 15  | Kampf mit dem Gipfel | 19. November 2024        | 2. Dezember 2024      | 13                |
| 14  | 16                   | Keine Abholung           | 22. November 2024     | 5. Dezember 2024  |

### Rezeption
In der vierten Staffel wurden die Teilnehmer erstmals als gemeinsame Gruppe ausgesetzt. Innerhalb dieser Gruppendynamik kam es zu einem Konflikt zwischen Joe Vogel und Stefan Hinkelmann, der die frühen Folgen prägte und die Zuschauerschaft teilweise spaltete. Der Konflikt hatte bereits vor Ausstrahlungsbeginn Aufmerksamkeit erregt, als bekannt wurde, dass Hinkelmann nicht zur von Joey Kelly privat organisierten Vorabpremiere für die Teilnehmer eingeladen worden war. Fans und Journalisten sprachen mitunter davon, dass der „Beef“ zwischen Vogel und Hinkelmann „zu viel Drama“ produziert hätte und die Staffel damit in „Trash-TV“ verwandelt habe. Der Konflikt eskalierte in Folge 6, als Hinkelmann sich aus dem Projekt abholen ließ, nachdem ihm von den anderen Teilnehmern die alleinige Schuld an einem im Lager ausgebrochenen Feuer zugeschrieben wurde. Als Grund gab er an, sich gemobbt und ausgegrenzt gefühlt zu haben.
Im Rahmen des Regelwerks stellte Vogel in der Serie Schlingfallen auf, um damit Kaninchen und Hirsche zu fangen. Diese Jagdmethode ist in Deutschland verboten, in Neuseeland jedoch erlaubt. Helena von Hardenberg vom Jagdmagazin Pirsch hielt diese „Tierquälerei in seiner reinsten Form“ im Rahmen einer Unterhaltungssendung für unangebracht. PETA und weitere Tierschützer schlossen sich dieser Meinung an. Vogel hielt dieser Kritik entgegen, dass Strangulation keine so schlimme Todesart sei wie behauptet. Die Schlingfallenjagd war letztlich erfolglos geblieben; Vogel hatte in ihnen nichts gefangen.
Pascal Mühle vom Spiegel gab Vogel in einem Interview die Möglichkeit, zu einigen der Vorwürfe gegen ihn Stellung zu beziehen. So sei er von Kritikern als „toxisch, narzisstisch oder manipulativ“ bezeichnet worden. Vogel gab zu, „manchmal unsensibel“ zu sprechen: „Leute fühlen sich von mir bedroht, weil ich reden und überzeugend argumentieren kann.“ Vogel warf Hinkelmann vor, „in seinen Streams bewusst eine Opferrolle“ einzunehmen. Vogel hätte sich „einen subtileren Schnitt gewünscht. Der Konflikt der Gruppe wurde auf eine epische Größe hochstilisiert.“ In einem späteren Interview mit der Stuttgarter Zeitung gab Vogel an, aufgrund der Serie „Hassnachrichten und Morddrohungen“ erhalten zu haben. Über seine Kritiker vermutete er in diesem Zusammenhang: „Besonders diejenigen, die sich als Verlierer der Gesellschaft wahrnehmen, reagieren mit Hass.“ Der Spiegel zählte Vogel schließlich unter die Internetstars, die das Jahr 2024 geprägt hätten: „Wochenlang diskutierten Fans der beiden und des Formats darüber, wer sich ihrer Meinung nach in bestimmten Situationen richtig oder falsch verhalten hat.“ Das „Drama“ zwischen Vogel und Hinkelmann habe dabei „[n]ach außen [...] ein wenig wie ein Kompetenzgerangel“ gewirkt. Es gab Kritik an Hinkelmann, weil er seine Erfolge übertrieben haben soll.

## Staffel 5

### Teilnehmer
| Teilnehmer            | Erreichter Tag |
| --------------------- | -------------- |
| Joe Vogel             |                |
| David Leichtle        |                |
| Kris Grippo           |                |
| Lucas „Avive“ Michels |                |
| Jeannine Michaelsen   |                |
| Imke Salander         |                |
| Fibi „xFibii“ Pfeifer |                |

## Podcast
Seit Beginn der Staffel 4 im Jahr 2024 gibt es einen Podcast zur Serie, in welchem verschiedene Protagonisten aus den bisherigen Staffeln zu Wort kommen. Als Podcast-Host fungiert Steven Gätjen.

## Auszeichnungen
- 2024: Bravo Otto (Kategorie: Filme & Serien weltweit)[9]

## Publikationen
- Rico Davies: Behind 7 vs. Wild Panama: Der offizielle Bildband. Vysuals, Aachen 2023, ISBN 978-3-00-074032-9.
- Rico Davies: Behind 7 vs. Wild Teams: Der offizielle Bildband. Vysuals, Aachen 2024, ISBN 978-3-9826171-0-7.
- Rico Davies: 7 vs. Wild Origins: Der offizielle Bildband. Vysuals, Aachen 2024, ISBN 978-3-9826171-1-4.